# Träskulptur
En träskulptur är en skulptur utförd i trä. Träskulptörer eller träsnidare kan vara konstnärer, konsthantverkare och hemslöjdare.
I Sverige finns många kyrkliga träskulpturer bevarade från medeltiden, ofta rikt bemålade och förgyllda.

## Kända träskulptörer
- Döderhultarn
- Bror Hjorth
- Torbjörn Lindgren

## Bildgalleri

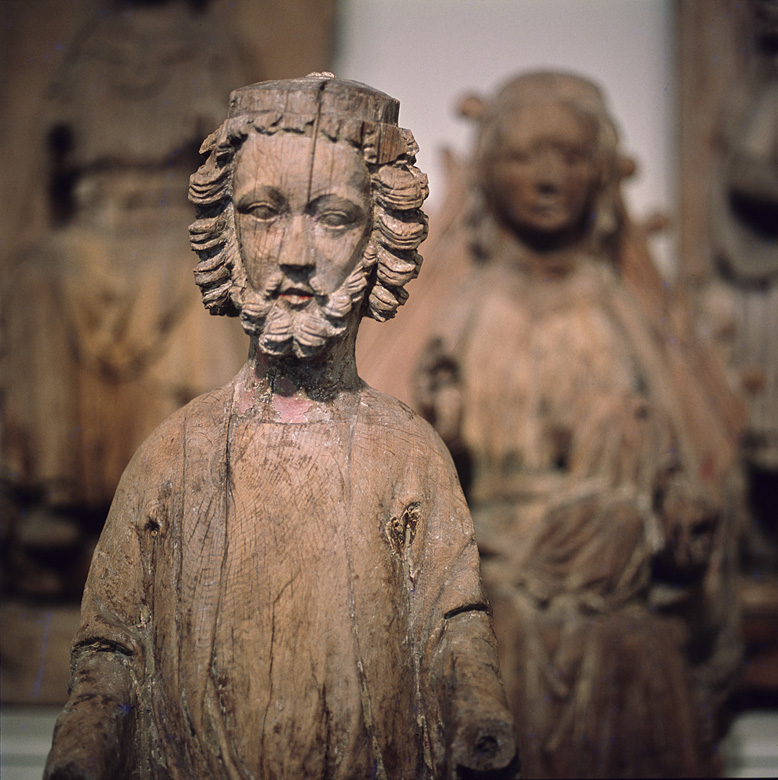
Träskulptur, Tronande S:t Olof av Hamramästaren, 1300-talets senare hälft. Från Anga kyrka – nu i Fornsalen/Gotlands museum.
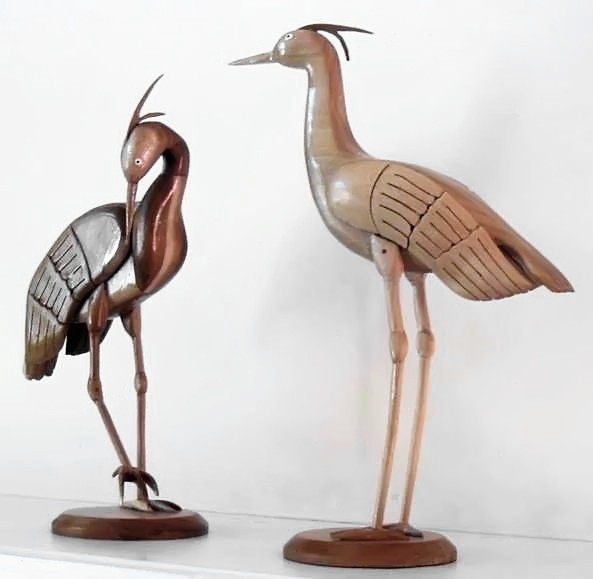
Två snidade tranor.
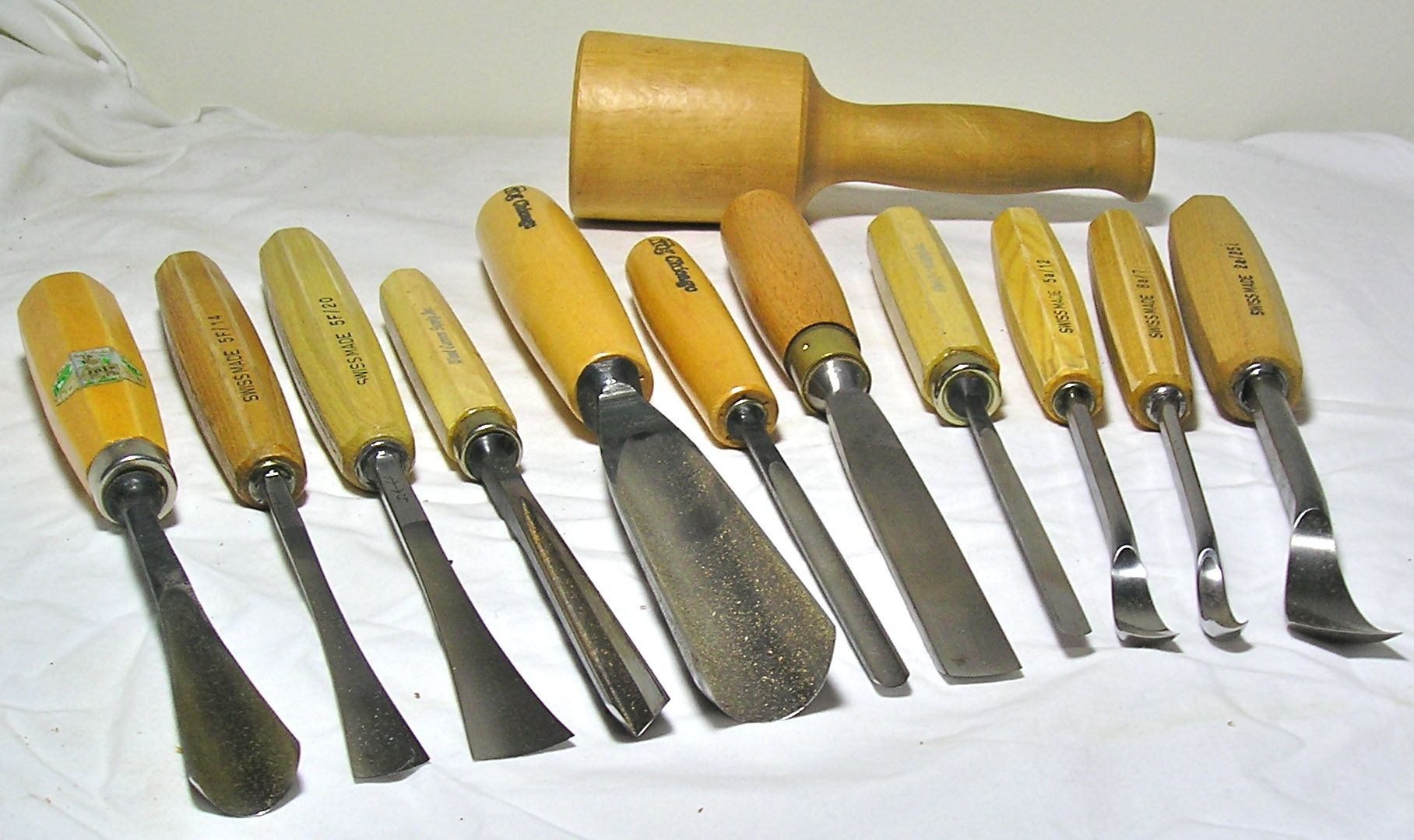
Verktyg för snideri.
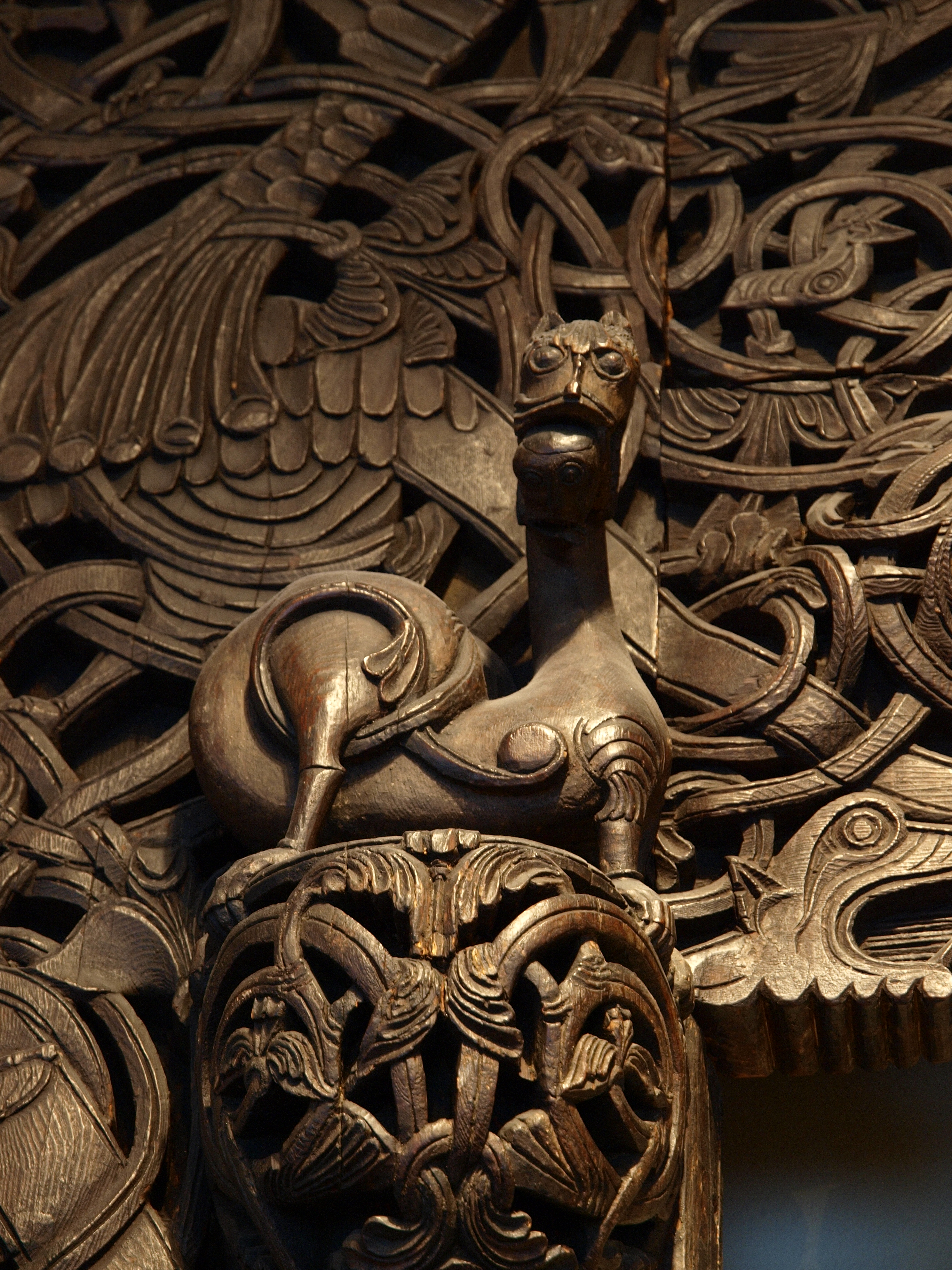
Träsnideri, stavkyrka i Norge, brytpunkt mellan nordisk animistisk polyteism och kristendom.
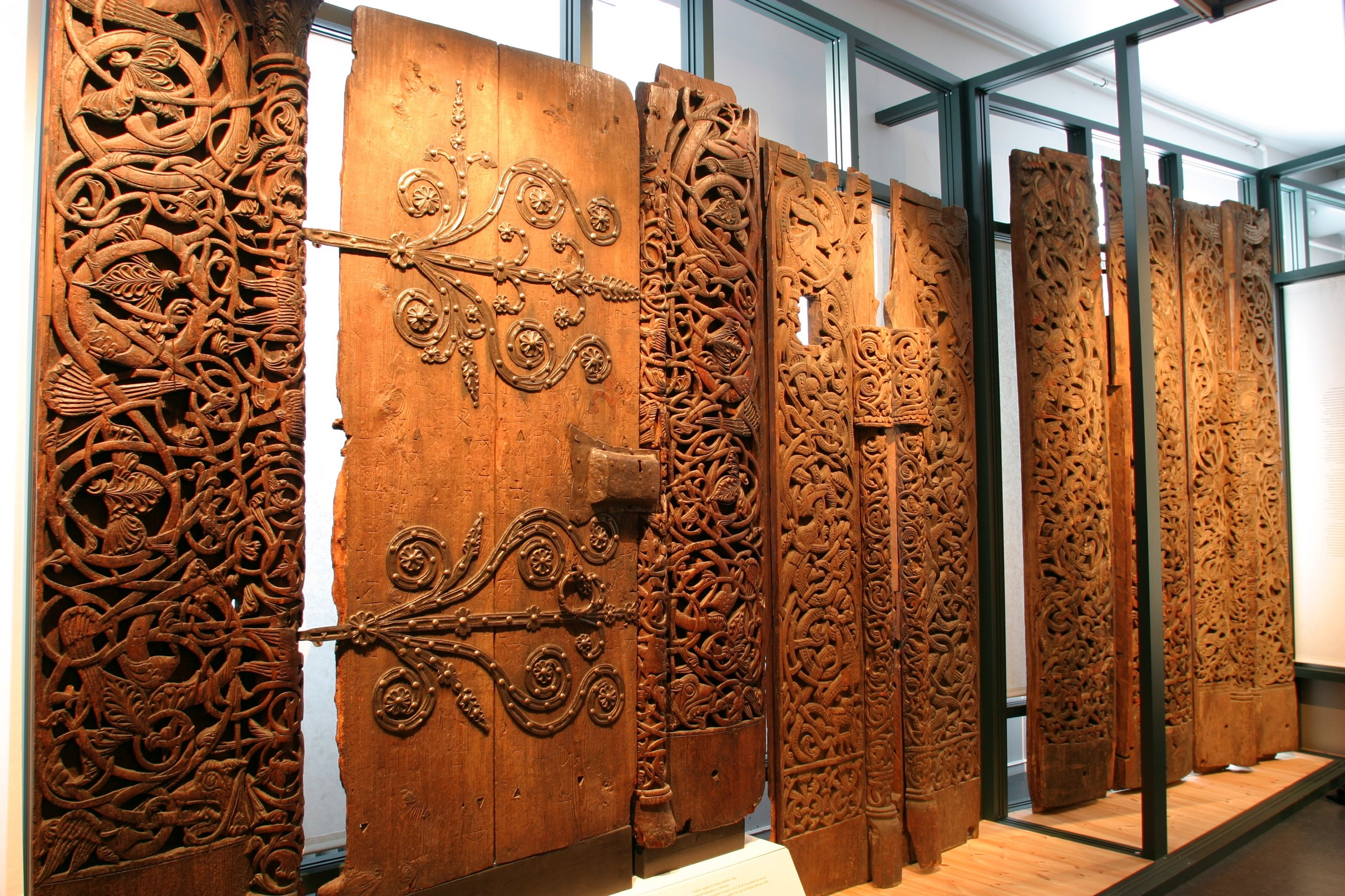
Träsnideri, stavkyrka i Norge, brytpunkt mellan nordisk animistisk polyteism och kristendom.
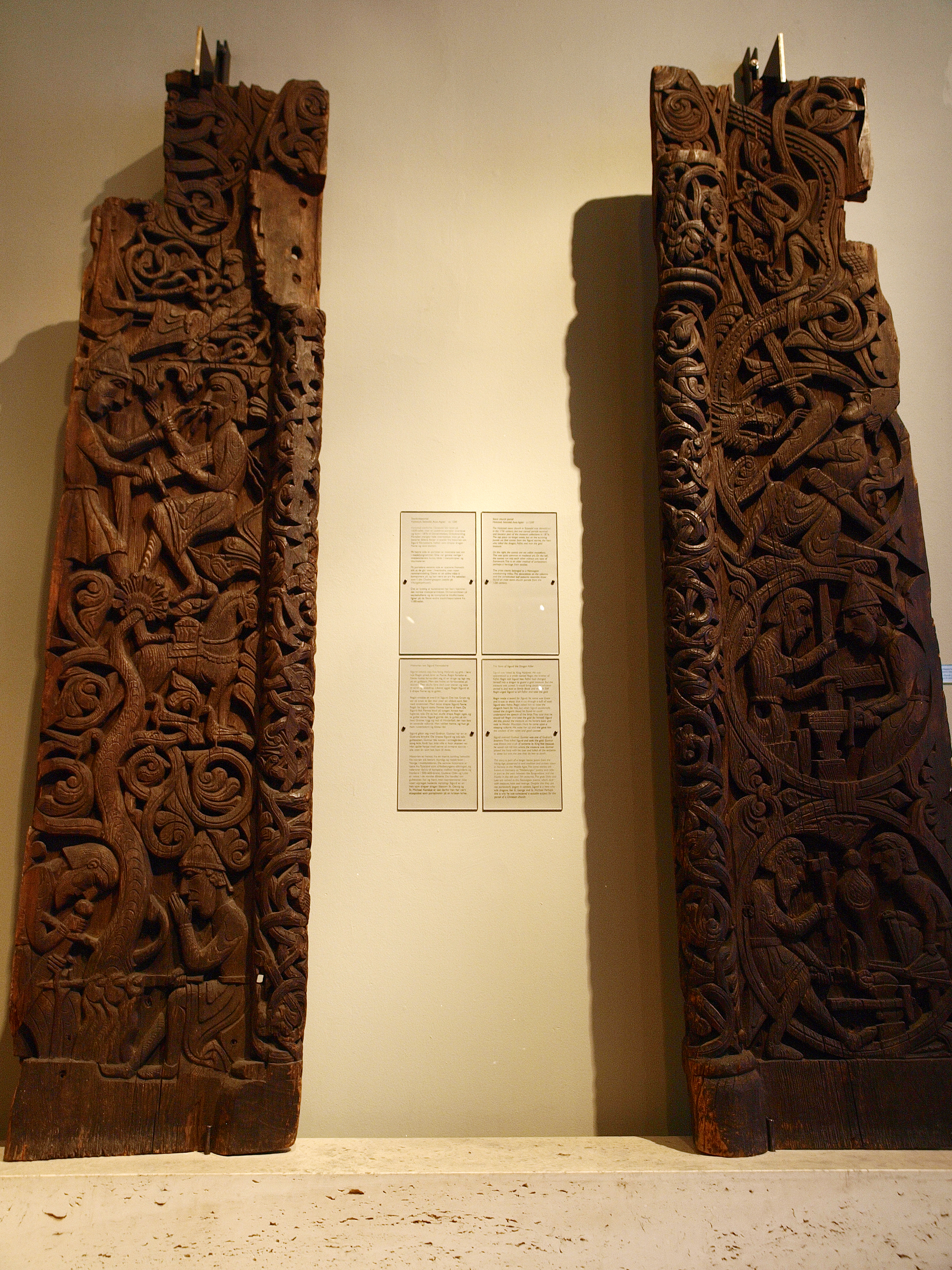
Träsnideri, stavkyrka i Norge, brytpunkt mellan nordisk animistisk polyteism och kristendom. "Sigurds port" Historien om Sigurd Fafnesbane.